# Chelūr
Chelūr är en ort i Indien.   Den ligger i delstaten Andhra Pradesh, i den södra delen av landet, 1 700 km söder om huvudstaden New Delhi. Chelūr ligger 685 meter över havet och antalet invånare är 5 100.
Terrängen runt Chelūr är platt. Runt Chelūr är det tätbefolkat, med 319 invånare per kvadratkilometer. Det finns inga andra samhällen i närheten. Trakten runt Chelūr består till största delen av jordbruksmark.